# Six - La corporazione
Six - La corporazione (Six: The Mark Unleashed) è un film del 2004 diretto da Kevin Downes, con protagonisti Stephen Baldwin, Kevin Downes, David A.R. White, Eric Roberts, e Jeffrey Dean Morgan.

## Trama
In un futuro distopico, il mondo è governato dal "Leader", un'enigmatica figura che ha preso il potere autoproclamandosi divinità. Costringe i suoi seguaci ad accettare un impianto sottocutaneo, che di fatto li rende schiavi del Leader. Contro di lui si sono schierati i cristiani, capeggiati da un certo Elijah Cohen, considerato il nuovo Messia. Questi, infatti, vedono nel Leader la reincarnazione dell'Anticristo, e nell'impianto vedono il marchio della Bestia, come scritto nella Bibbia.
Brody e Jerry sono due ladruncoli. Non si sono schierati né coi cristiani, né col Leader. Dopo aver rubato con successo una splendida Porsche 911, la portano al ricettatore ma questi ha accettato l'impianto sottocutaneo e quindi li denuncia. Braccati dalla polizia, vengono catturati e portati in prigione.
Anche Tom Newman, ex poliziotto, ora contrabbandiere, viene catturato da un'unità della polizia, capeggiata dalla sua ex moglie Jeseca, che ha accettato l'impianto. Tom viene torturato finché accetta di infiltrarsi nel movimento dei cristiani per poter uccidere il loro leader, Elijah Cohen.
I tre finiscono per incontrarsi e conoscersi, e decidono di scappare, aspettando l'occasione propizia. Jerry, nel frattempo, si converte al cristianesimo. Una notte i tre evadono e riescono ad avere contatti con il movimento dei cristiani. Tom, non volendo obbedire all'ordine di uccidere Elijah Cohen, organizza una missione suicida: infiltrarsi, con l'aiuto di Jeseca, nella sede centrale del Leader, dove sono custoditi i server che controllano gli impianti sottocutanei, per poterli disattivare, dal momento che Jerry è un ottimo hacker. Vengono scoperti, ma riescono a scappare. Jerry rimane coi cristiani, mentre Tom e Brody decidono di prendere strade diverse, ma vengono catturati poco dopo.
I due, entrambi torturati, finiscono per prendere scelte diverse: Brody accetta l'impianto, mentre Tom all'ultimo si converte al cristianesimo e finisce per essere decapitato proprio davanti agli occhi della sua ex moglie.